# SWEET 19 BLUES
『SWEET 19 BLUES』（スウィート・ナインティーン・ブルース）は、安室奈美恵の2枚目のオリジナル・アルバム。1996年7月22日にavex traxから発売された。2012年6月27日にはPLAYBUTTON版が発売されている。

## 解説
東芝EMI（現・ユニバーサルミュージックLLC）からリリースされた「DANCE TRACKS VOL.1」に続く2ndアルバム。avex traxに移籍後、小室哲哉がプロデュース担当してから初のアルバム作品。

## コンセプト
「SWEET 19 BLUES」、「...soon nineteen」のタイトル通り、当時もうすぐ19歳ということに因んで19曲収録された。
ジャネット・ジャクソンが好きという安室の音楽の好みを尊重したブラックミュージック色の濃いアルバムに仕上がった。楽曲の間に短いインタールードを挟む構成はジャネットの作品（『リズム・ネイション1814』、『janet.』等）に倣ったものである。
音色のコンセプトは「日本人の為に日本人が出来る・考えうる全てのブラックテイストを網羅し、ファンに提示する」「SWV・Total・ジャネット・ジャクソン等のメジャーなブラック系アーティストの音楽を聴いている人達にも、抵抗なく受け入れられる音作り」「19歳、またその世代の女の子の持つ世界の最もたるサンプルであり、日本人が心地よいと思うブラックテイストの集大成」としている。
歌詞は「19歳以上20歳未満の女の子の毎日の生活」を全体的なテーマにし、ブルース調で表現している。

## 制作背景
アルバム制作には、当時小室哲哉作品を数多く手がけていた前田たかひろや久保こーじに加え、m.c.A・T（富樫明生）も参加した。
タイトル曲の「SWEET 19 BLUES」は、翌月8月にリカットされた。カップリング曲も同じくリカットの「Joy」。「Joy」は、m.c.A・Tとのデュエットナンバー。
新曲・既存曲の新規録音の為に、海外のミュージシャンとマネジメントスタッフが来日し小室のプライベートスタジオに集合した。ロサンゼルス・日本の計4ヶ所のスタジオで同時進行で進んだ。
既存のシングル曲は全てバックトラックが録り直され、打ち込みだったパートを生音に差し替えたり、パーカッションの厚い音を全面に押し出す等、全てのパートに手を加えられた。
歌入れは割と自由が利き、「安室がスタジオで歌った後、安室がいいと思ったら、それがOKテイク・『もう一度歌いたい』と思ったら再挑戦」という方針だった。歌入れの現場に参加したのは安室と担当ディレクターだけだった。スケジュールは安室の「前もって詞を渡されるとかえって結果が良くならない」という意向から、安室がスタジオ入りしてから歌詞を受け取り、その日の内に1曲を終わらせた。
ヘッドフォンをすると「後ろから、安室の声や足音が近づいてくる様に聞こえる」等、音が立体的に聞こえるNTTの当時最新の音像定位技術を使ったトラックが存在する（#1,#2,#3,#19の計4曲）。

## リリースマーケティング、プロモーション
アートディレクションはタイクーングラフィックスの宮師雄一が、写真は平間至が担当した。撮影は東京都内のスタジオに「LA（ロサンゼルス）のモーテルの一室」をイメージした4畳半ほどの小さなセットを組んで行われた。小室は「どうやったら彼女に近づけるか」というマニュアルを示すために、安室はノーメイクで撮影に出てもらう様に頼んだ。
ジャケット制作をしている時に、宮師が気に入った写真が数多くあったため、そこから10枚選んで仮デザインを施した後、小室にどれを選ぶかを相談したら、小室は「100万枚毎に、ジャケットを変えようよ」と言い出し、その場でエイベックスの上層部に電話をしてわずか数分で話をまとめた。そのプロモーション方法も話題を呼んだ（累計出荷枚数が300万枚を突破したため、ジャケットは計4種類となる）。
その手法について、小室は「買ってくれる沢山の人、一人ひとりにお礼を込めて、本作を薦めたい」「違う写真にすることで、何百万枚の中のどの位置のものを買ったかを知らせてあげたい」「手にするジャケットがお店によって違うかもしれないけど、『それだけ沢山の人が一緒に楽しんでいるんだ』と伝えたい」という思いを込めた。
実は5種類目・6種類目の予定のジャケットもあった（雑誌「TK GATEWAY TRAIN」に掲載された）。
初回出荷枚数は305万枚。累計出荷枚数は370万枚。累計売上枚数は336.0万枚。

## チャート成績
- 初週で192.2万枚、8週目で300万枚を突破し、記録的なメガヒットとなった。当時のオリコンにおけるアルバム初週売上と女性ソロ歌手のアルバム累計売上で共に歴代最高を記録した。
- オリコン1996年間アルバムチャート2位。
- オリコン1996年間アーティストセールス1位。
- 歴代アルバム売り上げ13位。

## 批評
平山雄一は「メロディアスなユーロビートは高い声の魅力を引き出すことに重点を置いている」「『PRIVATE』のラップは中域のつぶやく様な声に集点を当てて安室の別の顔を見せてくれる」「雨のSEで始まる『Rainy DANCE』は往年のブラック・コンテンポラリーを思い出させながら、思い切り大人っぽい面を強調する。19歳の安室の1つの可能性だ」「全体的に英語詞のノリに少々無理があるのと、もう少し安室が歌い込んでからレコーディングしてほしかったのが残念だが、日本語詞のキレは相変わらず良い」「セクシーなジャケットと合わせて彼女の"♪誰も見たことのない顔"に出会う。エステやケータイのスキマに吹く風を、小室と安室は『プライベート』というキーワードを通して描いている」と評している。
前田たかひろは「今回のアルバムはラップの入った曲が多いけど、それを短期間で形にしてしまった。彼女は本当に天才だ」「もし全曲英語で歌ったら、どこの国でも通用する」と振り返っている。
三田格は「小室哲哉はジャム&ルイスではなく、1人ストック・エイトキン・ウォーターマンだった。安室とは見ていた10年前が違った。悲劇の大セールスじゃん」と評している。
佐野健二は「小室さんの本作での『まずシーケンスのトラックが事前に用意されていて、その上にバンド演奏が乗っかる』という発想が楽しかった」とレコーディングのアイディアを賞賛しているが、当時その意見を言った途端、周囲のAORファンから「なんでジェイ・グレイドンと世界ツアー回っている人が、安室奈美恵をやっているんですか」とバッシングを受けた。佐野は「『じゃあ、ネイザン・イーストはエリック・クラプトンとやっているから、ブリトニー・スピアーズと一緒にやったらダメなの?』と。ネイザン・イーストはどっちもやっているじゃないですか。良い音楽は良い音楽ですし、必要とされて自分がOKだなと思ったらやるのは、ミュージシャンとして当たり前だと思います」「ごめんね(笑)。でも、安室奈美恵って子は本当に日本でナンバーワンになるよ」と返している。
野宮真貴は「『安室さんのガーリーな姿のジャケットが素晴らしい』と当時、私の周りのスタッフが騒いでいたのをよく覚えています。渋谷系的な要素と小室さんの個性が融合した写真でした。思えば、安室さん自身のファッション・世間に対する姿勢こそが『1990年代を体現する渋谷系』だったのかもしれません」と評している。

## 収録曲
クレジット上では作詞・作曲・編曲が以下のようにまとめて記載されているため、曲別の担当は不明である。
- 作詞：小室哲哉、前田たかひろ、m.c.A・T
- 作曲：小室哲哉、久保こーじ、富樫明生
- 編曲：小室哲哉、久保こーじ、Randy Waldman

以下の作詞・作曲の情報は、日本音楽著作権協会（JASRAC）のデータベースに登録されている情報に基づく。
| #         | タイトル                                       | 作詞                   | 作曲       | 時間  |
| --------- | ---------------------------------------------- | ---------------------- | ---------- | ----- |
| 1.        | 「watch your step!!」                          |                        |            | 0:04  |
| 2.        | 「motion」                                     |                        | 小室哲哉   | 0:50  |
| 3.        | 「LET'S DO THE MOTION」                        | 小室哲哉、前田たかひろ | 小室哲哉   | 4:08  |
| 4.        | 「PRIVATE」                                    | 小室哲哉、前田たかひろ | 小室哲哉   | 5:36  |
| 5.        | 「Interlude～Ocean way」                       |                        | 小室哲哉   | 1:05  |
| 6.        | 「Don't wanna cry (Eighteen's Summer Mix)」    | 小室哲哉、前田たかひろ | 小室哲哉   | 5:40  |
| 7.        | 「Rainy DANCE」                                | 前田たかひろ           | 久保こーじ | 3:43  |
| 8.        | 「Chase the Chance (CC Mix)」                  | 小室哲哉、前田たかひろ | 小室哲哉   | 4:39  |
| 9.        | 「Interlude～Joy」                             | m.c.A・T               | 富樫明生   | 1:20  |
| 10.       | 「I'll JUMP」                                  | 小室哲哉               | 小室哲哉   | 5:19  |
| 11.       | 「Interlude～Scratch Voices」                  |                        |            | 0:04  |
| 12.       | 「i was a fool」                               | 前田たかひろ           | 久保こーじ | 4:37  |
| 13.       | 「present」                                    | 前田たかひろ           | 久保こーじ | 4:36  |
| 14.       | 「Interlude～Don't wanna cry Symphonic Style」 |                        | 小室哲哉   | 1:23  |
| 15.       | 「You're my sunshine (Hollywood Mix)」         | 小室哲哉               | 小室哲哉   | 5:42  |
| 16.       | 「Body Feels EXIT (Latin House Mix)」          | 小室哲哉               | 小室哲哉   | 8:51  |
| 17.       | 「'77〜」                                      |                        | 久保こーじ | 1:45  |
| 18.       | 「SWEET 19 BLUES」                             | 小室哲哉               | 小室哲哉   | 5:39  |
| 19.       | 「...soon nineteen」                           | 小室哲哉               | 小室哲哉   | 1:52  |
| 合計時間: | 合計時間:                                      | 合計時間:              | 合計時間:  | 66:53 |

## 楽曲解説
1. watch your step!!
声のみで、タイトル通りに呟いている。
2. motion
インストゥルメンタル。
3. LET'S DO THE MOTION
4. PRIVATE
日産自動車「S-RVシリーズ」CMソング。初期のCMで使用していた楽曲は「DRIVING ON」[16]であり、一部歌詞・メロディとキーが異なる。（作詞は小室単独）アルバム収録の際に「PRIVATE」へと改められた[要出典]。後期CMではアルバムと同一のヴァージョンが使用された。
5. Interlude〜Ocean way
インストゥルメンタル。
6. Don't wanna cry (Eighteen's Summer Mix)
5thシングルのアルバムバージョン。グルーヴ感を出すためにシングル盤では打ち込みのベースを生音に差し替えた[4]。オリジナルにはなかった歌詞が追加されているほか、次曲「Rainy DANCE」に繋がるように加工されている。
ダイドードリンコ「mistio」CFイメージソング。
7. Rainy DANCE
8. Chase the Chance (CC Mix)
4thシングルのアルバムバージョン。バンドサウンド中心のアレンジを施した[4]。
日本テレビ土曜ドラマ「ザ・シェフ」主題歌。
9. Interlude〜Joy
フルバージョンが後に7thシングル「SWEET 19 BLUES」のカップリング曲として収録された。
本作では編曲者が不明であるが、シングル盤のクレジット上では富樫明生（m.c.A・T）の編曲となっている。
10. I'LL JUMP
ダイドードリンコ「mistio」CMソング。
テレビ朝日系『熱血27時間 炎のチャレンジ宣言』テーマソング。
11. Interlude〜Scratch Voices
声のみで「わかんないよ」と呟いている。
12. i was a fool
ヤマハのシンセサイザー「EOS B900」のCMに本作のバックトラックが使用されていた（ただしアレンジは異なる）[17]。
13. present
5thシングル「Don't wanna cry」のカップリング曲のアルバムバージョン。シングル版の「その後」をテーマに歌詞を書き換え、コーラス・サックスのパートを更に追加した[12]。
作詞を担当した前田たかひろ曰く、シングル版の続編として制作された「present 2」とのこと[18]。
シングル盤のクレジット上では作曲・編曲は小室と久保の連名となっているが、JASRACのデータベースには久保単独の作曲として登録されている。
14. Interlude〜Don't wanna cry Symphonic Style
インストゥルメンタル。
5thシングル「Don't wanna cry」を交響曲風にアレンジしたインタールード[12]。
15. You're my sunshine (Hollywood Mix)
6thシングルのアルバムバージョン。アメリカのテレビドラマ「スパイ大作戦」のメインテーマのフレーズを引用し、ストリングスで奏でている[12]。また、シングル版にあった男性ラップが削除されている。
ブリストル・マイヤーズ スクイブ（現・ファイントゥデイ）「シーブリーズ '96」CFイメージソング。
16. Body Feels EXIT (Latin House Mix)
3rdシングルのアルバムバージョン。ラテン風のアレンジにしている[4]。
タイトー・家庭用通信カラオケ『X-55』TV-CFソング。
17. '77〜
インストゥルメンタル。
18. SWEET 19 BLUES
後に7thシングルとしてリカットされた。東映配給映画『That's カンニング! 史上最大の作戦?』主題歌。
シングル盤ではギターは松尾和博が弾いていたが、本作ではマイケル・トンプソンによって録り直された。その際に小室の指示で松尾がディレクションを行い、その際に松尾はプリセットの使い方・スピーカーの音の設定等に大きな影響を受けた[19]。
アルバムの中で一番歌詞を仕上げるのに時間がかかった。歌詞を書く前に小室が安室に「色々聞きたい」と2人で話し込み、出来上がった。その影響もあり、安室は「この歌って、安室奈美恵のことなんだ、安室奈美恵の曲なんだって感じがすごくする」と語っている[20]。
本作では編曲者が不明であるが、シングル盤のクレジット上では小室の編曲となっている。
19. ...soon nineteen
前曲「SWEET 19 BLUES」の歌詞の一部が使われている。

## クレジット

### レコーディングメンバー
- 小室哲哉 : Synthesizer Programming, Manipulating, Keyboards, Arrangement
- 久保こーじ : Synthesizer Programming, Keyboards, Arrangement
- Randy Waldman : Arrangement

曲別

motion (#2)
- Sheila E. : Chorus
- Lynn Mabry : Chorus
- Ricky Nelson : Chorus

LET'S DO THE MOTION (#3)
- Michael Thompson : Guitars
- Neil Stubenhaus : Bass

PRIVATE (#4)
- Sheila E. : Chorus
- Lynn Mabry : Chorus
- Ricky Nelson : Chorus

Don't wanna cry (Eighteen's Summer Mix) (#6)
- Michael Thompson : Guitars
- Neil Stubenhaus : Bass
- Rafael Padilla : Percussions
- Michael Paulo : Sax

Rainy DANCE (#7)
- 松尾和博 : Guitars
- Rafael Padilla : Percussions
- Joey Johnson : Chorus
- Valerie Williams : Chorus

Chase the Chance (CC Mix) (#8)
- Michael Thompson : Guitars
- Neil Stubenhaus : Bass
- Sheila E. : Chorus
- Lynn Mabry : Chorus
- Ricky Nelson : Chorus

Interlude～Joy (#9)
- m.c.A・T : Rap

I'll JUMP (#10)
- 松尾和博 : Guitars
- Sheila E. : Percussions, Chorus
- Lynn Mabry : Chorus
- Ricky Nelson : Chorus

i was a fool (#12)
- Michael Thompson : Guitars
- Neil Stubenhaus : Bass
- Michael Paulo : Sax
- Joey Johnson : Chorus

present (#13)
- 松尾和博 : Guitars
- Rafael Padilla : Percussions
- Michael Paulo : Sax
- Joey Johnson : Chorus
- Valerie Williams : Chorus
- Tracey Whitney : Chorus

You're my sunshine (Hollywood Mix) (#15)
- Michael Thompson : Guitars
- Neil Stubenhaus : Bass
- Sheila E. : Percussions

Body Feels EXIT (Latin House Mix) (#16)
- Michael Thompson : Guitars
- Neil Stubenhaus : Bass
- Sheila E. : Percussions
- Rafael Padilla : Percussions

'77〜 (#17)
- 松尾和博 : Guitars
- Rafael Padilla : Percussions
- 村山達哉 : Strings
- 金原千恵子ストリングス : Strings

SWEET 19 BLUES (#18)
- Michael Thompson : Guitars
- Neil Stubenhaus : Bass
- Sheila E. : Percussions, Chorus
- Rafael Padilla : Percussions
- Lynn Mabry : Chorus
- Ricky Nelson : Chorus

### スタッフ
- Produced : 小室哲哉
- Co-Produced : 久保こーじ
- Mixed : Keith "KC" Cohen
- Recorded : 若公俊広, 鯖瀬敏秋, 石井達也, 熊田倫和, 小橋幸男, 根本直明, 松村茂, Matt Hyde
- Vocal Directed : 清水彰彦
- Synthesizer Programmed : 村上章久

- Instrument Tecnician : 筒井光生
- A&R : 柳和実
- Executive Produced : 松浦勝人
- Supervised : 遠藤正則
- Art Direction, Designed : Tycoon Graphics
- Photography : 平間至

## 発売形態
| 形態       | 発売日        | 品番       | 備考                           |
| ---------- | ------------- | ---------- | ------------------------------ |
| CD         | 1996年7月22日 | AVCD-11463 |                                |
| CD         | 2012年9月16日 | AVCD-38601 | 期間限定スペシャルプライス盤。 |
| PLAYBUTTON | 2012年6月27日 | AQZD-50813 | 限定生産盤。                   |